# Ensemble (Serbie)
Pour les articles homonymes, voir Ensemble (homonymie).
Ensemble (en serbe cyrillique : Заједно ; en serbe latin : Zajedno, Z) est un parti politique serbe de gauche écologiste. Il est formé le 11 juin 2022 par la fusion de Ensemble pour la Serbie, de Soulèvement écologique, de Assemblée de la Serbie libre et de Plateforme Civique Action. Il est ensuite rejoint par Solidarité.

## Histoire
À la suite des élections législatives et à la présidentielle de 2022, Aleksandar Jovanović Ćuta et Nebojša Zelenović, respectivement les dirigeants de Soulèvement écologique et de Ensemble pour la Serbie, annoncent qu'ils formeront un parti politique en juin 2022,. L'objectif est de rassembler les divers mouvements et figures de la coalition Moramo au sein d'un seul et même parti structuré.
Lors du congrès fondateur du parti, le 11 juin 2022, les représentants des mouvements Ensemble pour la Serbie, Soulèvement écologique, Assemblée de la Serbie libre et Plateforme Civique Action, concluent la fusion au sein du nouveau parti, Ensemble. Zelenović, Ćuta et Biljana Stojković, figure de l'Assemblée de la Serbie libre, sont désignés co-dirigeants. Ils annoncent également leurs ambitions politiques.
En août 2022, Zelenović devient le président du groupe parlementaire Ensemble à l'Assemblée nationale, tandis que Ćuta en devient le vice-président.
En janvier 2023 le mouvement Solidarité rejoint Ensemble.
Le 6 septembre 2023, Ćuta et les membres de Soulèvement écologique quittent Ensemble à la suite de désaccords internes.
Le 3 novembre 2023, à la suite des manifestations serbes de 2023, et en vue des élections législatives, Zajedno signe avec les autres partis d'oppositions organisateur la formation de la coalition Serbie contre la violence.

## Idéologie
Lors de son congrès fondateur, le parti se définit comme une organisation de gauche écologiste, dont les trois grand principes sont l'écologie, les droits du travail, et la démocratie directe.
Ensemble prône ainsi la transition énergétique et la protection de l'environement, par exemple par l'interduction de mner du lithium. Il supporte les lutte sociales, notamment la grève des travailleurs de Fiat Serbie de juin 2022, dans un objectif de justice sociale,. Ensemble, soutient également les revendications de droits des minorités, notamment la manifestation de l'Europride à Belgrade . Le parti promeut la candidature de la Serbie a l'UE par la diminution de la corruption, mais aussi les sanctions contre la Russie en raison de son invasion de l'Ukraine.